# توهو (شركة)
شركة توهو المحدودة (بالإنجليزية: Toho Company Ltd.)‏ (باليابانية: 東宝株式会社) هي شركة يابانية كبيرة لتصنيع وإنتاج الأفلام المستقلة والمسرحيات والأنميشن يقع مقرها الرئيسي في تشيودا، طوكيو. وهي واحدة من الشركات الرئيسية لمجموعة هانكيو هانشين توهو التي تتخذ من أوساكا مقرًا لها. تشتهر توهو بإنتاج وتوزيع العديد من أفلام الكايجو والتوكوساتسو للمخرجين إيتشيرو هوندا وإيجي تسوبورايا بالإضافة إلى أفلام أكيرا كوروساوا وأنمي استوديو غيبلي وكوميكس ويف فيلمز وطوكيو موفي شينشا وأو إل إم. أصدرت الشركة غالبية الأفلام اليابانية الأعلى ربحًا، ومن خلال الشركات التابعة لها، هي أكبر مستورد للأفلام في اليابان.

## وصلات خارجية
- توهو على موقع IMDb (الإنجليزية)
- توهو على موقع IMDb (الإنجليزية)
- توهو على موقع الموسوعة البريطانية (الإنجليزية)
- توهو على موقع ANN company (الإنجليزية)